# Кудрявцев, Иван Васильевич
Ива́н Васи́льевич Кудря́вцев (1921—1975) — организатор военной промышленности, военный учëный, основатель и первый директор НДИ «КНИИРЭ» («Квант»). Лауреат ряда Государственных премий (СССР и УССР). Первый в СССР разработал и реализовал компьютеризированные корабельные радиоэлектронные комплексы (такие как: «Титанит» и др.). До наших дней на пост советском пространстве имя учёного осталось малоизвестным в связи с тем, что большая часть работ учёного и детали его биографии засекречены и до наших дней (правда, за рубежом учёный широко известен).

## Биография
Родился 7 июля 1921 года в селе Лудони Струго-Красненского района Псковской области в семье лесника. В 1937 году отец Ивана был арестован по выдуманному обвинению в антисоветской деятельности. Ивана Васильевича, которому вменялось то, что он «сын врага народа», исключили из комсомола. Во время советско-финской войны (1939—1940) студент Иван с братом вступили в студенческий лыжный батальон, чтобы развеять надуманные обвинения против их отца. Брат был убит, а Ивану после тяжелейшего ранения ампутировали ногу.
Окончил Ленинградскую военно-воздушную академию по специальности «радиолокация».
С марта 1945 г. - старший техник военного представительства 1-го отдела Управления заказов спецоборудования Главного Управления заказов ВВС РККА на заводе № 695 Народного комиссариата электропромышленности.

## Научно-производственная деятельность
В 1958 году организовал и с 1958 года по 1975 год работал Генеральным директором Киевского научно-исследовательского института радиоэлектроники КНИИРЭ (ныне НПО «Квант»).
Организовал и обеспечил разработку, проектирование и изготовление целого ряда важнейших радиоэлектронных систем с применением компьютеров — электронных вычислительных машин (ЭВМ) — для Военно-морского надводного и подводного флота СССР.
По его инициативе институт первым в СССР перешëл к созданию компьютеризированных корабельных радиоэлектронных комплексов, где использовались разработанные по настоянию И. В. Кудрявцева микроэлектронная база и специализированные корабельные компьютеры (ЭВМ) — первые на Украине и СССР. Комплексы включали в себя все необходимые технические и программные средства для решения основных задач на флоте: получение информации об окружающей обстановке, управление оружием, в том числе ракетным, навигация и др.
Комплексы в полном составе отлаживались в Киеве и в готовом виде поставлялись флоту. Для этого были созданы уникальные стенды, имитирующие корабельную обстановку. Позже такой подход, связанный с появлением вычислительной техники и её возможностями, будет назван системным.
Умер 27 февраля 1975 года. Похоронен в Киеве на Байковом кладбище. Би-Би-Си объявило: «Умер крупный организатор военной промышленности СССР», а в СССР его смерть заметили только специалисты.

## Награды
- орден Красной Звезды — за участие в советско-финской войне, успешную и добросовестную работу в период Отечественной войны[4];
- орден Ленина;
- орден Трудового Красного Знамени[5];
- Государственная премия УССР в области науки и техники (18.12.1972)[6].

## Память
- Именем Ивана Кудрявцева был назван грузовой корабль[7][8].
- На здании Струго-Красненской средней школы установлена мемориальная доска.

## Книги
- Внутренние напряжения как резерв прочности в машиностроении. Гос. науч.-техн. изд-во машиностроительной лит-ры, 1951 г. 277 стр.
- Конструкционная прочность чугуна с шаровидным графитом. Гос. науч.-техн. изд-во машиностроительной лит-ры, 1957 г. 158 стр.
- Исследования прочности стали.
- Вопросы конструкционной прочности стали.